# 미리안 찰칼라마니제
미리안 바실리스 제 찰칼라마니제(조지아어: მირიან ვასილის ძე ცალქალამანიძე, 러시아어: Мириа́н Васи́льевич Цалкаламани́дзе 미리안 바실리예비치 찰칼라마니제[*], 1927년 4월 20일~2000년 8월 3일)는 소련의 레슬링 선수이다. 1956년 하계 올림픽 자유형 플라이급에서 금메달을 획득했다.